# Peter Behrens (Schlagzeuger)

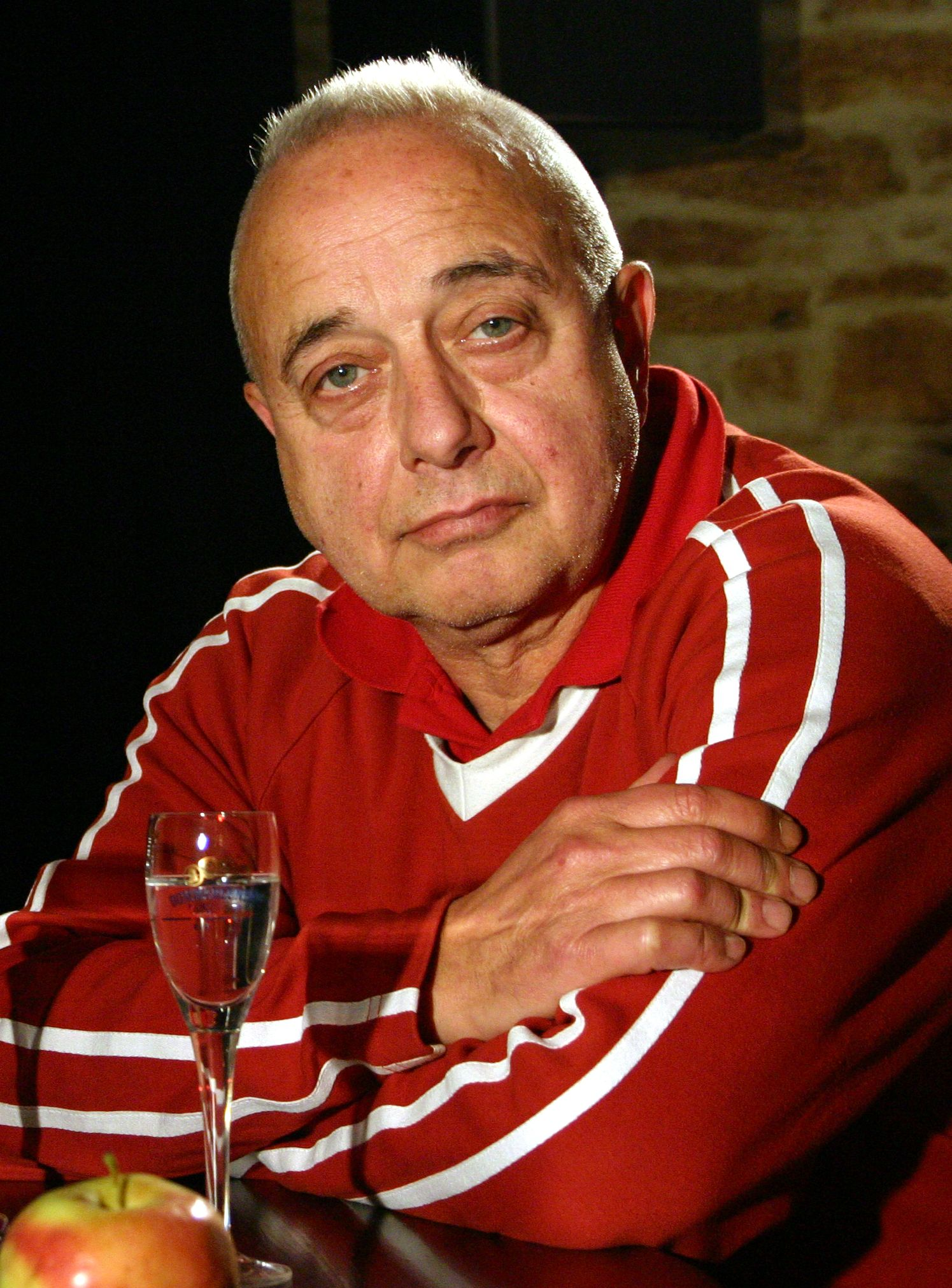
Peter Behrens (2007)

Peter Behrens (* 4. September 1947 in Sanderbusch; † 11. Mai 2016 in Wilhelmshaven) war ein deutscher Musiker und Schauspieler. Er wurde als Schlagzeuger der Gruppe Trio bekannt.

## Leben

### Anfänge
Peter Behrens war ein nichtehelicher Sohn eines US-amerikanischen GIs und wurde von seiner leiblichen Mutter zur Adoption freigegeben. Er wurde von einer Familie Behrens adoptiert, bei der er in Varel aufwuchs. Nach dem damaligen Volksschulabschluss absolvierte er in Oldenburg eine Ausbildung zum Fotografen. Nach dem anschließenden Wehrdienst, den er mit Klaus Meine ableistete, erwarb er von 1965 bis 1968 einen höheren Bildungsabschluss und begann ein Studium, um Grundschullehrer zu werden. Neben Musik belegte er dabei Sozialwissenschaften und Germanistik. Das dem Studium folgende Referendariat an der Grundschule in Wilhelmshaven-Heppens brach er jedoch ab.
In der Folgezeit tingelte Behrens als Schlagzeuger in Schlager- und Swingbands durch Norddeutschland und auch für ein halbes Jahr durch Afrika. Bis Ende 1970 war er Schlagzeuger des Wilhelmshavener Quartetts „P.U.P. – Pop Unites People“, mit dem er Pophits coverte. 1971 spielte er in der Krautrock-Band Silberbart, die ein kommerziell erfolgloses – aber mittlerweile bei Sammlern sehr begehrtes – Album veröffentlichte. Ende der 1970er Jahre besuchte Behrens für ein Jahr die Mailänder Artistenschule, Schwerpunkt Clown, und arbeitete anschließend kurzzeitig als Clown und Pantomime.

#### Erfolg mit Trio

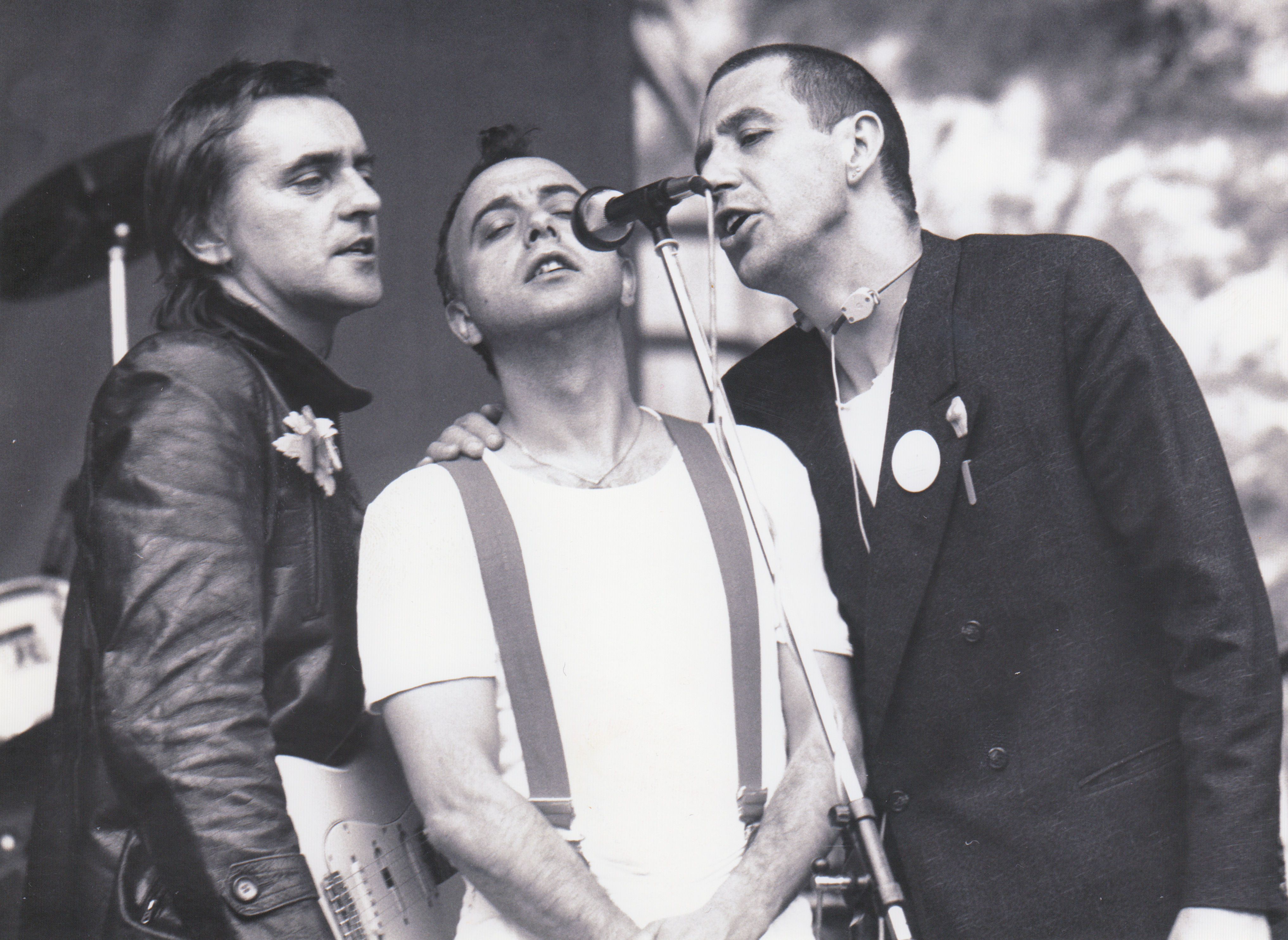
Die Band Trio mit Krawinkel, Behrens und Remmler (1982)

1980 wurde der arbeitslose Behrens auf eine Zeitungsannonce der beiden Musiker Stephan Remmler und Kralle Krawinkel aufmerksam, die für ein Bandprojekt namens Wind einen Schlagzeuger suchten. Nach vielen Proben mit weiteren Musikern entschlossen sich Remmler, Kralle und Behrens fortan nur noch zu dritt als Trio zu musizieren und benannten ihre Band in Trio um. Bei Konzerten und auch spätere Fernsehauftritten trat Behrens stets in derselben Bekleidung auf: Weißes T-Shirt, weiße Hose, rote Hosenträger und rote Schuhe. Sein schwarzes Haar formte Behrens zu einer einzelnen nach oben stehenden Locke, ähnlich wie Moritz in Max und Moritz. In dieser Rolle war er bereits zuvor in seiner Zeit als Clown aufgetreten.
1981 veröffentlichte Behrens mit Trio ein erstes Album – auf dem er namentlich jedoch nirgends erwähnt ist. Im Februar 1982 erschien die Single Da Da Da, die im Zuge der Neuen Deutschen Welle ein nationaler und wenig später ein internationaler Hit wurde. Es folgten ein erfolgreiches zweites Album Bye Bye sowie weitere Singles, die sich in den Charts platzierten.
Als Trio 1984 pausierte, widmete sich Behrens der Schauspielerei und spielte in dem Erotik-Thriller Tausend Augen einen stummen Auftragskiller sowie in André schafft sie alle einen Kleinganoven. Ende 1984 musste Behrens wegen eines länger zurückliegenden Verkehrsdelikts eine Haftstrafe verbüßen, jedoch im offenen Vollzug. Dies führte dazu, dass er an der Produktion des dritten und letzten Albums von Trio Whats The Password nicht mehr beteiligt war. Das Album und der dazugehörige Spielfilm Drei gegen Drei, in dem Behrens eine Doppelrolle übernahm, waren kommerziell nicht erfolgreich, erhielten schlechte Kritiken und führten letztlich zur Auflösung von Trio.
Da Behrens an annähernd keinem Lied von Trio kompositorisch beteiligt war, waren ihm Einkünfte seitens der GEMA verwehrt. Mit Remmler und Krawinkel kam er nach der Trennung mit Trio überein, dass er gegen eine Zahlung einer (unbekannten) Summe auf künftige Einnahmen aus Plattenverkäufen verzichtet. Ihm zustehende Leistungsschutzrechte an seinen Darbietungen mit Trio nahm er bis zu seinem Tod nie in Anspruch.

#### Solokarriere

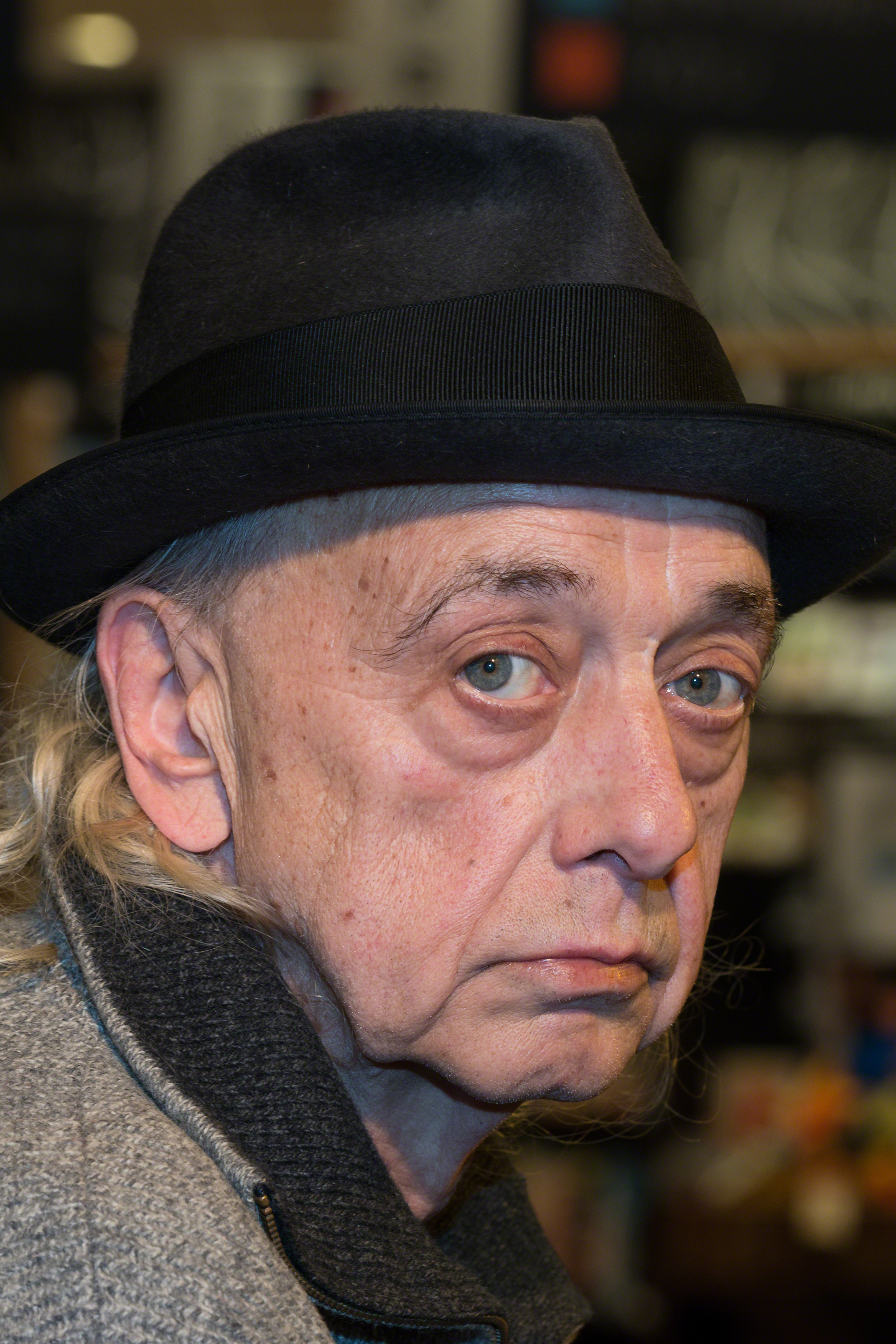
Peter Behrens (2014)

Nach der Trennung von Trio veröffentlichte Behrens bei verschiedenen Plattenfirmen eine Handvoll Singles, darunter das offizielle Lied zur Fußball-Europameisterschaft 1988, Das Tor, sowie Dep De Dö Dep, eine Coverversion von Tom’s Diner von Suzanne Vega. Keine seiner Singles erzielten nennenswerte Erfolge. 1991 übernahm Behrens eine Nebenrolle als Verkehrspolizist in der deutschen Komödie Manta – Der Film. Er durchlitt nach der Trennung von Trio eine lange Periode der Alkohol- und Drogensucht, für die er das Geld, das ihm von seiner Zeit mit Trio verblieben war, vollständig aufbrauchte. Er war nun immer wieder arbeitslos.
Nach Überwindung seiner Suchtkrankheit war Behrens in Bremerhaven und Wilhelmshaven als Streetworker in der Sozialarbeit tätig. 2005 und 2006 trat er an der Seite von Frl. Menke in dem NDW-Musical Sternenhimmel in Hamburg auf. Danach spielte er wieder Schlagzeug in einer Band. 2008 veröffentlichte er unter dem Namen Peter Behrens (Ex-Trio) & Drei Mann im Doppelbett ein von drei Trio-Fans geschriebenes Lied namens drei zwei, für das auch sein erstes Musikvideo produziert wurde. Im gleichen Jahr präsentierte er den Titel in der Aktuellen Schaubude des NDR gemeinsam mit Drei Mann im Doppelbett.
2013 veröffentlichte Behrens unter Mitarbeit von Klaus Marschall seine Autobiografie Der Clown mit der Trommel. Das Werk erhielt 2014 den Deutschen Biographiepreis. Von seiner Arbeit an dem Buch berichtete er in einem seiner seltenen Fernsehinterviews bei NRWision 2014. Nach einer Zeit, in der er Arbeitslosengeld II bezogen hatte, wurde er Rentner und hatte nur vereinzelt kleine Auftritte in Kneipen seiner Umgebung. Im August 2014 veröffentlichte er gemeinsam mit  Eckhard „Ecki“ Schrader seine letzte Single I Am the Nowhere Man. Im Februar 2015 spielte er die Hauptrolle im Video zum Lied Ballast von Buddy Buxbaum. Ferner existiert ein Videoclip mit dem Titel „Goldene Zeiten“ der Gruppe Art & Weise aus dem Jahr 2014 mit Peter Behrens als Clown.

#### Privates und Tod
Behrens war ledig und Vater von zwei Kindern. Zuletzt lebte er in Wilhelmshaven, wo er am 11. Mai 2016 im Alter von 68 Jahren in einem Krankenhaus an multiplem Organversagen starb. Peter Behrens wurde eingeäschert und die Asche in der Nordsee verstreut. In Wilhelmshaven ist auf der Erinnerungsstätte „Seefrieden“ auf dem „Rüstringer Berg“ am Ölhafen eine Namensplakette angebracht.

## Diskografie

### Mit Trio
→ zu Veröffentlichungen mit Trio siehe unter der dortigen Diskografie

### Album
- 1971 4 Times Sound Razing (mit Silberbart)

### Singles
- 1987 Stunden der Einsamkeit
- 1988 Das Tor
- 1990 Sie kam Australien
- 1990 Dep De Dö Dep
- 1991 Der Lila-Lederhosen Lambada
- 1992 Immer nur Love (mit Elisabeth Volkmann)
- 2010 drei zwei (mit Drei Mann im Doppelbett)
- 2014 Nowhere Man (mit Ecki S.)

## Filmografie
- 1984: Tausend Augen
- 1985: André schafft sie alle
- 1985: Drei gegen Drei
- 1991: Manta – Der Film

## Buch
- Der Clown mit der Trommel – Meine Jahre mit TRIO – aber nicht nur. (mit Klaus Marschall). Schwarzkopf + Schwarzkopf, Berlin 2013, ISBN 978-3-86265-282-2 – Biografie.